# Muntjac de Reeves

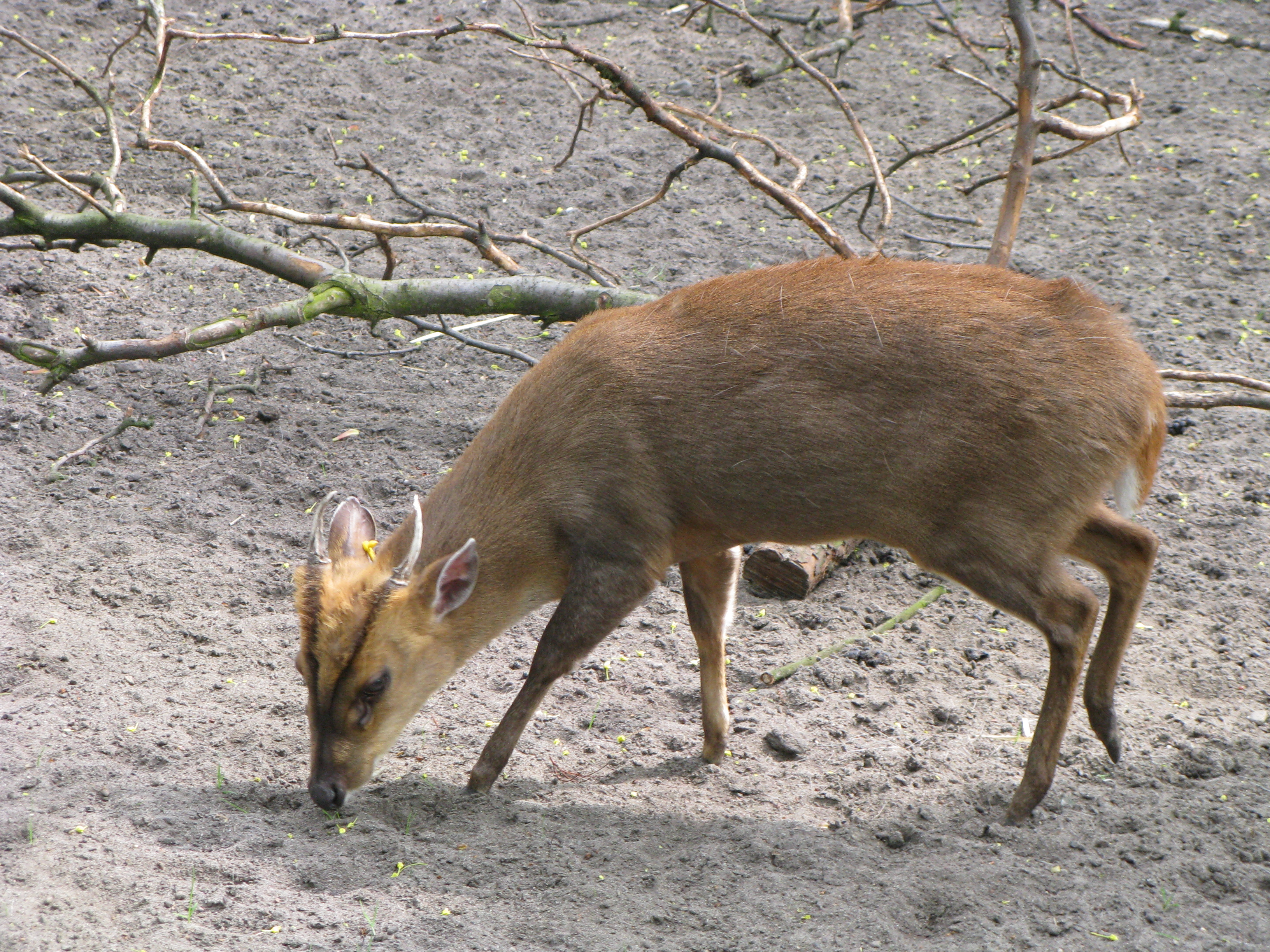
Muntiacus reevesi al Parc zoològic de Toruń (Polonia)

El muntjac de Reeves (Muntiacus reevesi) és una espècie endèmica de muntjac de la Xina; ha estat introduïda al Regne Unit durant el segle xix. El nom específic reevesi li fou assignat en honor del naturalista anglès John Reeves.